# Winnetou, der rote Gentleman
Winnetou, der rote Gentleman, ein Schauspiel aus dem Indianerleben nach Karl May, ist eine überarbeitete Fassung der Dimmler-Körner-Dramatisierung „Winnetou“ für Freilichtbühnen von Ludwig Körner und Roland Schmid aus dem Jahr 1950, die 1952 im Besenbinderhof in Hamburg uraufgeführt und kurz darauf im Kalkbergstadion in Bad Segeberg dargeboten wurde.

## Überarbeitung
1950 überarbeitete Ludwig Körner selbst (gemeinsam mit Roland Schmid) sein Theaterstück von 1928 noch einmal für Freilichtbühnen (speziell Bad Segeberg). 1958 erschien sogar noch eine zweite Auflage dieser Textbuch-Variante.
Hier entfällt die gesamte Klekih-petra-Episode und das Stück beginnt im Pueblo der Apatschen. Will Parker darf endlich das Kleeblatt vervollständigen und Santer erhält seine Kumpane Clay, Gates und Summer. Aus „Tante Emma“ wurde wieder Rosalie Ebersbach und Winnetou darf wieder zum „Ave Maria“ sterben.

## Aufführungen
Bis weit in die 1970er Jahre war diese Fassung Grundlage für alle Winnetou-Inszenierungen:
- Winnetou (Hamburg 1952)[1]
- Winnetou (Bad Segeberg 1952)[2]
- Winnetou (Bad Segeberg 1953)[3]
- Winnetou (Nürnberg 1954)[4]
- Winnetou (Bad Segeberg 1957)[5]
- Winnetou (Elspe 1958)[6]
- Winnetou (Elspe 1967)[7]
- Winnetou (Bad Segeberg 1971)[8]

## Sonstiges
Am 3. September 1952 stellten der Regisseur Robert Ludwig und die Schauspieler Hans-Jürgen Stumpf, Hans Joachim Kilburger und Verena Schley das Stück im Fernsehen des NWDR in Hamburg vor.
Die Schauspieler spielten eine Viertelstunde Szenen, Kostümbildnerin Jacobi wurde dazwischengeschnitten und im Anschluss Ludwig von Udo Langhoff interviewt, welcher sich für die Idee eingesetzt hatte. 1952 gab es ca. 300 angemeldete Fernseher in der BRD.
Bad Segebergs Stadtinspektor Hans-Heinrich Köster hatte zuvor einen Kontakt zu einem Bekannten beim Fernsehen genutzt und warb in den Folgejahren immer wieder für Fernsehberichterstattungen. NWDR-Intendant Werner Pleister besuchte die Spiele mehrmals. Die Fernsehsendungen „Tagesschau“ (ARD) und „Wochenspiegel“ (NWDR) brachten Beiträge.

## Texte
- Ludwig Körner, Roland Schmid: Winnetou, der rote Gentleman. Schauspiel aus dem Indianerleben nach Karl May's Reiseerzählung, bearbeitet für Freilichtaufführungen, Bad Kissingen: Vertriebsstelle und Verlag Deutscher Bühnenschriftsteller und Bühnenkomponisten 1952[9]; Bamberg: Ustad 2. Auflage 1959.[10]
- Ludwig Körner: Winnetou, der rote Gentleman. Schauspiel aus dem Indianerleben nach Karl May. Norderstedt o. J.
- Ludwig Körner, Roland Schmid: Winnetou, der rote Gentleman (Freilichtfassung). Schauspiel aus dem Indianerleben nach Karl May. Norderstedt, o. J., 2. Auflage 1958.